# 鹊华桥

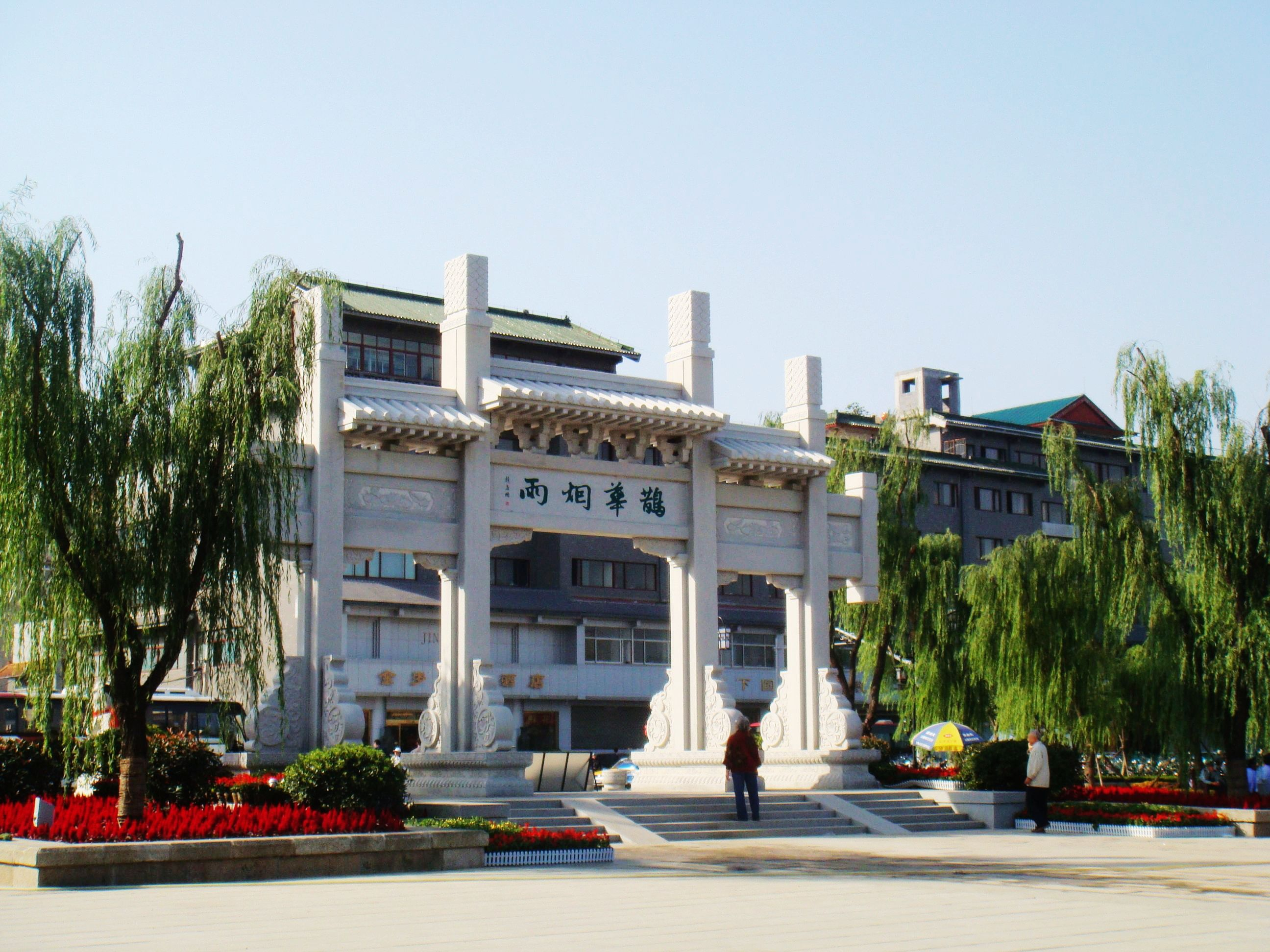
今大明湖畔鹊华烟雨牌坊

鹊华桥，原位于山东省济南市历下区大明湖南门东侧，百花洲北侧，为一座东西向单孔石拱桥，桥下通连大明湖与百花洲。
该桥始建于宋代，曾因百花洲而称为百花桥，又名白雪桥，元代改称鹊华桥（一说百花桥位于百花洲南，与鹊华桥两桥相望），明代曾重建，清嘉庆二年（公元1797年）及道光五年（公元1825年）又两次重建。原桥因侵华日军破坏，桥面凸凹不平，坡陡路滑，造成行车隐患，1946年被拆除，改建为木板平桥，后分别在1948年和1953年更换为石板平桥和钢筋混凝土平桥。1983年拓宽明湖路时再次改建，桥面与路面持平，已看不出原桥的痕迹。
当时为方便游船出入，鹊华桥净跨4米，桥面最高处高出路面约2米，清末民初时期曾为游览大明湖的重要码头，在清代刘鹗所著的《老残游记》中，老残便是在鹊华桥登舟，继而游览大明湖。另外，当时大明湖北岸很少有高大建筑，空气也很少污染，游人站在桥顶向北可以眺望到济南北郊遥遥相对、朦胧隐现于烟雨之中的鹊山和华山，即为历下八景中的“鹊华烟雨”，元代赵孟頫的《鹊华秋色图》即根据这一景观绘成。
为恢复“鹊华烟雨”景观，2009年在大明湖扩建工程中异地重建了鹊华桥，位于“鹊华烟雨”石牌坊以北，总长度约90米，为景区内唯一一座五孔拱桥，亦作为“七桥风月”的组景之一。